# ティーガーI
ティーガーI（ドイツ語: Tiger I、ティーガー アイン（ツ））は、第二次世界大戦期のナチス・ドイツで開発された重戦車（55トン級）である。おもに重戦車大隊に配備されて1942年後半から本格的に戦場に投入され、その性能と活躍により連合軍やソ連軍の戦車開発に影響を与えた。
制式名称は何度か変更されており、最終的にはVI号戦車ティーガーE型（Panzerkampfwagen VI Tiger Ausführung E、パンツァーカンプ（フ）ヴァーゲン ゼクス ティーガー アウスフュールンク エー）と呼ばれていた。
日本語表記は、戦時中の「虎」、「虎戦車」、大日本帝国陸軍の「虎戰車（6號戰車）チーゲル　Tiger」や「ティゲル」に始まり、「六号重戦車」「虎号戦車」、英語読みの「タイガー」、舞台ドイツ語（長く標準ドイツ語とされていた）の発音に近い「ティーゲル」など、多数のバリエーションがある。1970年代後半頃から、現代ドイツ語の音に近い「ティーガー」が見られるようになり、現代ではこの読みで記されることが多い。
VI号戦車にはI型とII型の2種類が存在し、それぞれティーガーI、ティーガーII と呼ばれる。またティーガーには車体を流用した派生型が多く、重駆逐戦車ヤークトティーガーや自走砲シュトルムティーガーなどもある。本稿ではI型について述べる。

## 設計の歴史
兵器局から陣地突破用重戦車の開発を依頼されたヘンシェル・ウント・ゾーン社は、1937年春から後述のDW I、DW II、VK 3001(H)を開発した。いくつかの試行錯誤を経て、1941年にヘンシェル社と他の三社（ポルシェ、MAN、ダイムラーベンツ）は75mm主砲を持つ35t型戦車の設計を提出したが、これらの計画は、主砲を88mm戦車砲に変更した総重量45トンのVK 4501に取って代わられた。この製作案は1941年5月26日にヒトラーのバイエルンの山荘イーグルネストで行なわれた兵器の基本的問題を討議する会議で決定されたとされる。この会議は独ソ戦開始の直前であり、このことからもティーガーIがいわゆるT-34ショックで開発されたものではないことが分かる。
その後、バルバロッサ作戦でドイツ軍が遭遇したソ連のT-34は、既成のドイツ戦車を時代遅れのものへ変えた。ヘンシェル社の設計技師だったエアヴィン・アーダース(Erwin Aders)は「ソ連軍の戦車が国防軍のどの戦車よりも優れていると判った時は皆仰天した」と語っている。ティーガーIはそれまでの試作重戦車を拡大した設計であって、後のパンター戦車と異なり、T-34と遭遇したうえでの機械的比較や戦訓をもととした、傾斜装甲などの革新的な設計は取り入れられていない。しかしながら装甲の厚さがこれを補った。

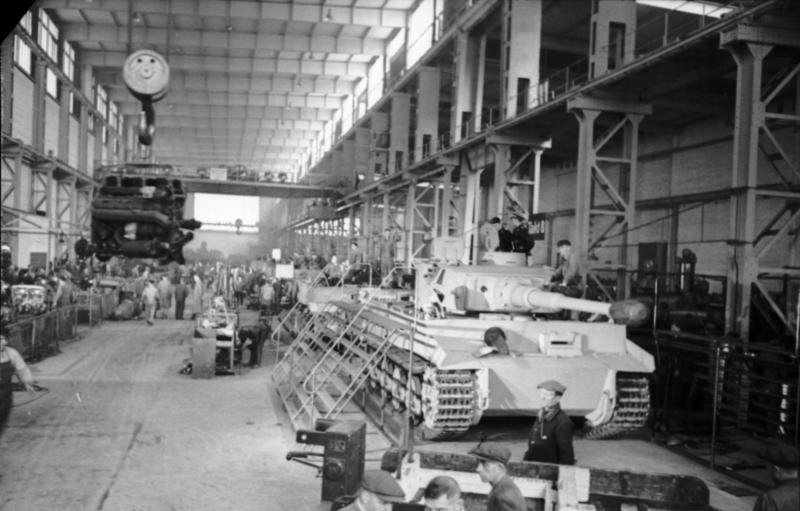
ティーガーIの生産を行うヘンシェル社工場

ポルシェ社とヘンシェル社は試作車の設計案を提出し、実際に製作された車両は1942年4月20日のヒトラー53歳の誕生日に、ラステンブルクにおいてヒトラーの前で比較された。ポルシェ案のVK4501(P)は、故障の多かった変速機を省略するため、エンジンで発電機を回してモーターを駆動する電気駆動方式を採用し、サスペンションも外部にトーションバーを配置する簡易な設計であった。ヒトラーはこれに関心を示したが、モーターには不足していた銅を大量に必要とするためもあって堅実なヘンシェル案が採用された。ティーガーIことVI号戦車E型の量産は1942年8月に開始された。なお既にポルシェ案の車体も90両先行生産されており、これを流用してフェルディナントまたはエレファントとして知られることになる重駆逐戦車が製造された。
ポルシェティーガーには、通常に広く知られているティーガーI（ヘンシェル社型）と比較して多くの相違点が存在する。この戦車の砲塔は車体中央より少し前寄りに配されており、砲塔の形状もヘンシェル社製のものと異なり、操砲時の俯角を得るため、砲塔上面の中央部分に突起したクリアランスが設けられている。また、ヘンシェル社製のものと比べると、モーターを搭載する分、全長が約1メートル長く、全幅と全高は少しずつ低い。出力ロスの多いモーター駆動のために最高速度も3km/hほど低かった。電気駆動を採用した結果、機関室が大型化し、また空冷ガソリンエンジンの出力も不足していた。この巨体を動かすには相当大きな電力が必要であったが、平地の走行実験では、電力を供給するコードが焼け、エンジンから煙が出るなどの結果となった。改良を加えてから、下り坂で走行実験をしたところまたしてもコードが焼け、砲塔を旋回させても大電流にコードがもたず、即座に中止となった。放っておいても砲塔は重力に引かれて下を向くという有様であった。ポルシェティーガーの一応の期限は1942年4月20日であり、この日にはヒトラーの査閲を受けるため完成が急がれた。しかしエンジンが完成して届いたのは4月10日であり、列車で運ぶ途中にも必死で溶接作業をし、やっと完成して到着したが、満足に行動できないという結果となった。このような過程を経てヘンシェル社の車輛が選定された。後、東部戦線に配備された重駆逐戦車部隊の中に、指揮戦車として数両のポルシェティーガーが配備された。
当初は Pzkw VI Ausf. H の名称で開発されたが、後に Ausf. E と変更された。制式番号はSd.Kfz.181である。「ティーガー」の愛称はフェルディナント・ポルシェ博士による命名であった。
ティーガーIは、実質的に試作のまま大急ぎで実戦に投入されたため、生産期間中にわたって大小様々な改良が続けられた。まずコストを削減するため、初期型にあった潜水能力と外部取り付けのファイフェル型エアフィルターが省略された。防弾ガラスのはめられたスリット式の車長用ハッチのキューポラをペリスコープによる間接視認方式の安全なものに交換したものが中期型、緩衝ゴムを内蔵した鋼製転輪に変更したものが後期型と、後年の研究者によって分類されている。また、修理に戻された本車の一部は、後にシュトルムティーガーに改造された。
本車の運用に当たる戦車兵などの兵士用に製作されたマニュアル『ティーガーフィーベル』は、ティーガーIを「エルヴィラ・ティーガー」、という女性に擬人化し（多数の挿絵や図表つき）、兵士のキャラクターがその世話をしながら口説くための恋愛入門書という図式でティーガーIの運用法を解説していた。

## 設計

DWとVKの試作車の設計図

ティーガーIはこの戦車が登場する以前のドイツ戦車と比較し、主にその設計哲学において異なっている。これ以前のドイツ戦車は機動力と装甲、砲力のバランスを重視したものであった。当時、ドイツ軍において最強の対戦車火力を持つ戦車は、50mm砲装備のIII号戦車であり、これに対して敵戦車の火力が上回ることもあったが、ドイツ軍は優れた戦術でこの不利を跳ね返した。
設計哲学上、ティーガーIはそれまで重視されていたバランスを捨て、機動力を犠牲にして火力と装甲を強化した重戦車である。開発当初、VI号戦車となるべく1937年に作られたDW I、および翌年作られたDW II（DW (D.W.）は Durchbruchs-wagen の略。「突破車両」の意）、さらに後者を発展させたVK 3001(H)が、1941年までに3両試作されたが、これらの開発は中止となり、より大型のVK 3601(H)の開発が優先された。この車輛はヘンシェル社が開発を行っていたものである。VK 3601(H)には、距離1,400mで100mm厚の装甲を撃ち抜く能力と、前面装甲100mmの防御が要求された。この要求は、のちにドイツ軍が遭遇したT-34との戦訓に由来するものではなく、フランス戦で遭遇したルノーB1やマチルダII歩兵戦車などの連合軍重戦車との戦訓によるものであった。III号戦車、IV号戦車の搭載する短砲身砲が、イギリス、フランスの戦車を撃破するには非力なことは明白で、アドルフ・ヒトラーはこの貫徹力性能の不足に不満を持ち、1941年5月26日、新型戦車開発の命令を下した。この新型戦車は、従来の戦車よりも強力な主砲と装甲を持っていることとされ、また、攻撃の先頭に立ち、敵の陣地を突破できることが要求された。
ヘンシェル社のVK3601(H)に搭載する予定であったゲルリッヒ砲の開発は、弾芯に用いるタングステンの不足を理由に中止された。VK3601(H)が要求を満たすには、新規に8.8cm高射砲を改造した戦車砲を搭載することが考慮されたが、これを実現するにはターレット幅の拡大、車体の大型化などの変更を行わざるを得なくなった。そこでヘンシェル社ではVK3601(H)の拡大版として新規にVK 4501(H)を設計することとし、これが後にティーガーIとして採用された。砲塔には、並行してポルシェ教授がクルップ社で開発していたVK4501(P)の設計を用いた。これは開発期限に間に合わせるためのやむを得ない処置であった。こののち、VK4501(P)は、1942年7月27日にクンマースドルフで行われたVK 4501(H)との比較審査において性能を満たさず、最終的に開発が中止された。
ティーガーIの車体形状とレイアウトはIV号戦車によく似ていたが、戦闘重量57トンと二倍以上の重さがあった。これははるかに厚い装甲と大口径の主砲を備えていることに加えて、この重量を駆動させるために必然的に大きくなる540リットルの燃料タンクと92発の弾薬格納庫、更に大きなエンジン、強固な変速機とサスペンションを備えた結果であった。

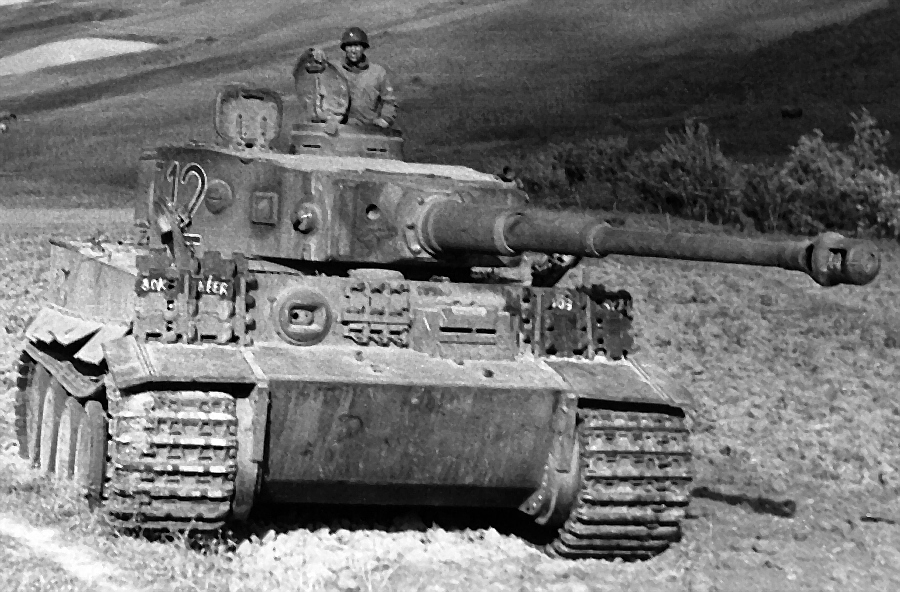
1943年、チュニジアでアメリカ軍に鹵獲された第504重戦車大隊第1中隊の初期型

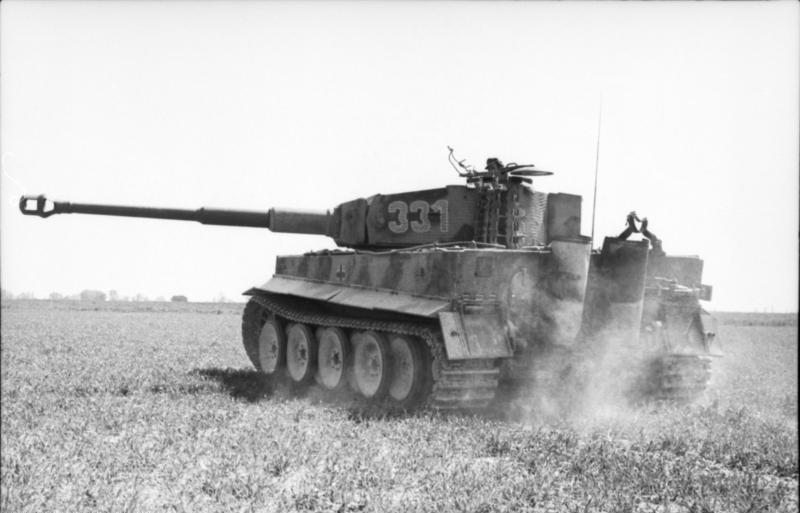
第1SS装甲師団のティーガー

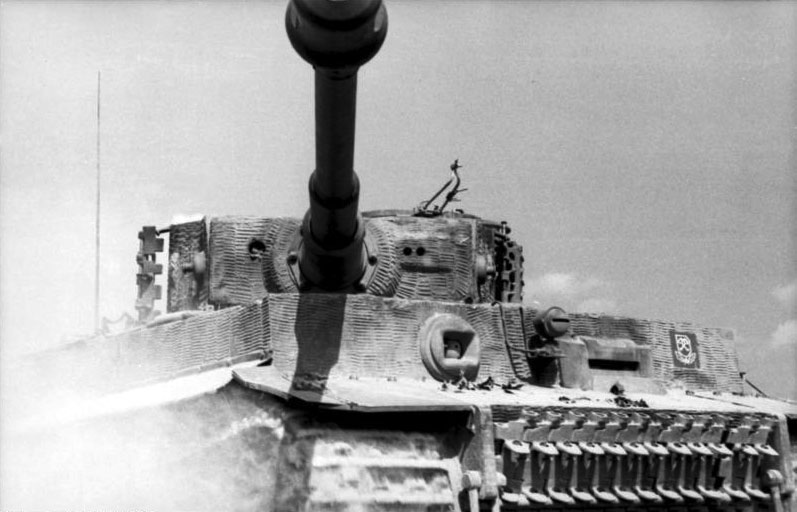
第101SS重戦車大隊のティーガー

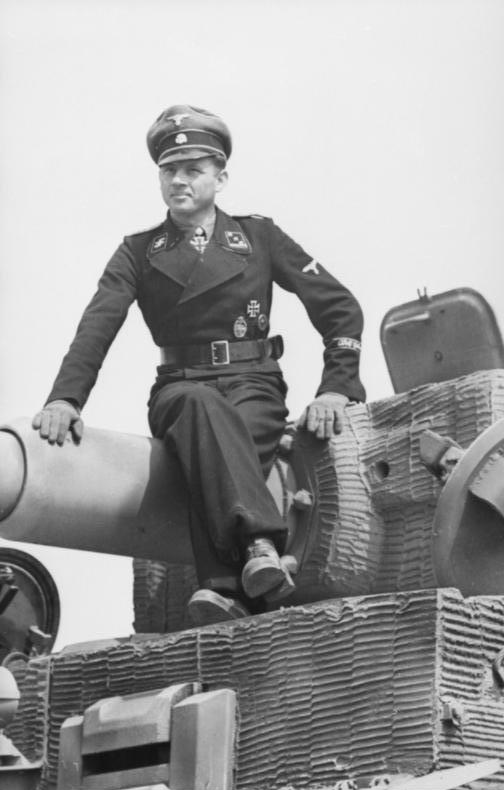
1944年5月、ティーガー戦車長ミハエル・ヴィットマンSS中尉。防楯や車体のツィンメリット・コーティングに注目。

### 装甲
IV号戦車の前面装甲は初期型で20mm、強化されたF型でも50mmに過ぎない。対してティーガーIの車体前面装甲は100mm、鋳造製の砲塔前面防盾は120mm、側面と後面装甲の厚さも80mm、側面下部は60mm、上面と底部の装甲の厚さは25mmである。後に砲塔の天蓋の装甲は40mmに強化された。車輌によっては、予備のキャタピラを増加装甲のかわりに載せた事例もあった。
車体装甲は直線を多用した鋭角的な形状を用い、ソ連戦車またはアメリカ戦車に見られる鋳造形式の滑らかな曲線は見られない。これは装甲にほぼ平板な圧延装甲板を用いているためである。戦車に避弾経始の概念が採用される前の設計で、車体前面、側面とも砲弾の直撃に対して装甲を斜に構えるような配置は行われていない。砲塔側面は筒状に構成されて曲面を実現し、被弾に対してより優れた防御力を持っている。この側面装甲は曲げ加工したものを連結して作られていた。
車体、砲塔とも、装甲の接合にはリベットではなく、同時期の他のドイツ戦車同様の溶接による高品質のものであった。IV号戦車では車体の構成に際し、基本フレームに装甲板を組みつけていく方法をとったが、ティーガーIでは基本フレームを用いず、装甲板同士を直接嵌合し、溶接して組む構成であった。

### 内部構造と砲塔
ティーガーIの内部構造は一般的なドイツ戦車と同様であった。発動機を後部に配し、主変速機と操向変速機およびブレーキを車体前部に配した。砲塔は車体中央部に位置する。
後方から見て車体前部左側に運転手席、右側に無線手兼前方銃手席を設け、車体中央の戦闘室には戦車長、砲手および装填手を配した。戦闘室は防火壁を介して機関室とは完全に隔離されており、機関室の騒音を遮蔽し、防熱上有利だった。運転手席と無線手席の天井にはペリスコープ付きの小ハッチが設けられた。戦闘時には、運転手は防弾ガラスと開閉式装甲カバーを備えたスリットを通して前方を視認した。
戦闘室には一段高くなった床と、砲塔と連動して旋回する砲塔バスケット（砲塔壁面と連結した三本の支柱で吊られた円形の床）が設けられており、砲塔の回転とともに砲備品や乗員も回転した。重さ11トンの砲塔は、エンジンから動力供給される油圧装置を通じて動かされ、エンジン回転数が1,500回転の場合には全周旋回に1分かかった。これはこの戦車の欠点の一つで、そのため近接移動する敵戦車を取り逃がすことがしばしば起きた。エンジンの回転数と砲塔の旋回速度は比例した。
機力旋回のほか、戦車長と砲手はハンドルを用いて砲塔を人力旋回させることができた。砲手はフットペダルによって砲塔の旋回を操作した。砲塔バスケット上に立つ装填手は、容易にスポンソン（履帯上の車体側面の張り出し）に搭載されている8.8cm砲弾薬をかかえ出すことができた。砲塔内部左側には砲手が座り、車長はその後ろに位置した。装填手は砲を挟んだ砲塔右側に立って作業を行うが、走行時に腰掛ける専用の折りたたみ式ベンチもあった。また床から砲塔天井までの高さは157cmだった。ターレットリングの直径は1,850mmである。
砲塔の右側面には外部視察用のスリットが設けられ、装甲板から丸い瘤がせり出す形状となっている。砲塔の背面には車外収納箱（ゲペックカステン）が取り付けられ、主に整備用具類の収納に利用された。ゲペックカステンと外部視察用スリットの間には脱出用ハッチが設けられている。このハッチは厚みが80mmあり、蝶番が下に取り付けられていたため、いったん開けたハッチを閉じるにはかなりの筋力が必要だった。ゲペックカステンの向かって左側には自衛戦闘用のピストルポートが設けられ、周囲を保護するために環形の追加装甲がボルト留めされていた。
砲塔上面の中央付近には換気扇、その左側に戦車長用キューポラ、右側に装填手用のペリスコープとハッチがそれぞれ設けられていた。後期生産型の砲塔では、装填手ハッチの後方に近接防御兵器が装備された。戦車長用キューポラの形状は当初、側面のスリットから防弾ガラスを通し直接視認する単純な筒型だったが、ソ連軍の対戦車ライフルに狙われるなど、防御上不利だったため、中期型以降ではパンターA型以降同様の、ペリスコープを介し間接視認する背が低いタイプに改良された。

### 火力
ティーガーIに採用された主砲の砲尾と点火機構は、有名なドイツ軍の8.8 cm 高射砲のものが用いられた。8.8 cm Kwk 36L/56砲はティーガーIのための改造版であり、ティーガーIIの8.8 cm Kwk 43L/71とともに第二次世界大戦半ばまでは最も威力があり、終戦まで連合軍に恐れられた戦車砲であった。
ティーガーIの主砲は弾道が非常に低伸するものであり、照準器には極めて正確なツァイスのTZF9b照準器を装備していた。砲弾は、被帽徹甲弾である8.8cmPzGr39、合成硬核徹甲弾である8.8cmPzGr40、また榴弾を主に使用した。8.8cmPzGr39は弾頭重量10.16kgで初速は810m/sである。射程2,000メートルで84mm、1,500メートルで92mm、1,000メートルで100mm、500メートルで111mmを貫通した。8.8cmPzGr40は弾頭重量7.5kgで初速は930m/sである。射程2,000メートルで110mm、1,500メートルで125mm、1,000メートルで140mm、500メートルで156mmを貫通した。ほかに成形炸薬弾である8.8cmHLGrが用意されており、全ての射程で90mmを貫通する性能を発揮した。
この砲の射撃の正確さに関し、戦時中にイギリスで行われた鹵獲兵器の試射において、1キロメートルの距離でわずか41cm × 46cmの大きさの標的に5回連続で命中させた記録が存在する。ティーガーIはしばしば約1.6キロメートル以上の距離で敵戦車を撃破したと言われる。第二次世界大戦において大半の戦車戦闘ははるかに近距離でなされていた。

### 機動力
ティーガーIの後部には機関室が設けられている。機関室中央にエンジンを配し、その両側のスペースには燃料タンクとラジエターおよび2基ずつのファンが配置された。
機関にはガソリンエンジンを採用した。これは排気量21リットル、シリンダーが60度に配置されたV12型液冷エンジンのマイバッハHL210P45で、最高出力は650馬力であるが57トンのこの巨体には充分でなかった。この機関は250両目に生産されたティーガーIから換装され、最高出力が700馬力に改良されたHL230P45が搭載された。エンジンのエアフィルターには油性湿式のものが用いられた。ほか、北アフリカ戦線やロシア南部に配備された車両には乾式のファイフェル型フィルターが装備された。これは機関室リアパネルの外側上部に取り付けられており、冷却用吸気口とパイプで接続している。この乾式フィルターは1944年初頭に廃止された。
ガソリンエンジンはディーゼルエンジンにくらべて燃料が発火しやすく、防御上極めて不利だが、当時、ドイツは優勢な英海軍に海洋封鎖されて石油の輸入に困難があり、国産化学合成石油のフィッシャー・トロプシュ法石炭液化油は、当時の鉄系触媒ではガソリン留分の含有が多く、軽油を多く含む人造原油を化学合成できる白金触媒が開発成功したのは戦後だった。そして希少な軽油留分は、燃料兵站計画上、大西洋の米英ソ兵站線の切断で活動し、長大な航続距離と揮発しない燃料油が必要だったＵボートに回さざるを得なかったため、ドイツ戦車のエンジンにはガソリンエンジンが選択され続けた。ガソリンエンジンは軽量大出力で、機動性能は同等の排気量のディーゼルエンジン戦車より良好で、振動も少なく初弾命中率向上に効果的でもあった。エンジンの始動には車体のリアパネルに設けられた穴を通して、クランク、またはシュビムワーゲンの後部のプロペラシャフトと連結、もしくは小型の始動用の外部エンジンで始動した。エンジンの交換は、機関室上面に設けられた、グリルのあるハッチを開いて機関を吊り上げ、車外に搬出した。火災に備えて機関室には自動消火装置が装備された。電気検知式の温度センサーを備えており、摂氏160度以上で作動、消火剤を約7秒間放出する。
ティーガーIの57トンの重量は、当時のほとんどの橋梁の荷重制限を超えていた。このため本車は4メートルの深さまで水中を走行できるよう設計された。水中でのエンジンの吸気と冷却のため、機関室後部上面に高さ3メートルの伸縮式吸気筒を装備し、ハッチと各種接合部には防水シールが施された。潜水は2時間半程度まで可能だった。車内への漏水は汚水排出用ポンプで排出された。この潜水機能の獲得のためには車体に完全な水密構造が求められ、生産に手間がかかった。さらに水中走行の準備には30分かかり、砲塔と主砲は真正面の位置に固定し、開口部には防水カバーや栓、また隙間にはゴムによる密閉を行い、車体背面にはシュノーケルを立てる必要があった。この潜水機構は495両生産された極初期型に搭載されたが、ごく一部のみの装備にとどまり、後の生産型では廃止された。潜水装置を用いない渡渉では1.6メートルないし1.2メートルまでの深さを渡ることができた。
ティーガーIに採用されたトーションバーサスペンションは現用戦車にも採用されている先進的な構造であり、床下に横置きに納められた16本のトーションバーから構成された。このトーションバーは棒ばねを捩じる働きで衝撃を緩衝する。直径は58mmから55mm、長さは1,890mmである。床下のスペースを節約するため、棒ばねと転輪を接続する部分であるスイングアームは左側で前向き、右側で後ろ向きに配置されていた。それぞれのトーションバーには、ピッチングを減衰するため一方向に作動する緩衝器がついている。これは車体内部に設けられた。一本のスイングアームには三枚の転輪がついており、不整地でも良好な走行性能を発揮したが、生産コストが高かった。転輪の直径は80cmで差込式だった。また接地圧を分散し低減するために千鳥式配置を採用し、転輪と転輪とを挟み込むように配置している。この構成はいくつもの問題を抱えていた。内側の転輪から（よくあることだが）ゴムリングが外れ、この転輪を外して修理する必要が生じた場合、この転輪を挟み込んでいる外側の転輪のいくつかまで外さなければならず、整備時には大きな負担となった。また転輪は泥や雪が詰まって凍り付いて動かなくなることがあり、車体最前部の最も外側にある第一転輪を外す車両もあった。ソ連軍はこの足回りの凍結という欠点につけこみ、しばしば厳冬期にティーガーIがすぐに稼動できない早朝に攻撃を行った。さらにゴム自体に耐久性がなく、常時交換の必要がつきまとった。ティーガーIの後期型からは、内側にダンパーゴムを付けた新しいスチールリムホイール（鋼製転輪）が採用され、後に生き残った初期・中期生産型にも換装して使われている。鋼製転輪は従来の転輪に比べてゴムの消費が少なかった。
履帯へ動力を伝達する起動輪は車体最前部に設けられた。ティーガーIに用いられた履帯の幅は、大重量を分散して良好な接地圧を得るために前例のない725mmの幅が採用された。この大きな履帯の採用には問題が生じた。車幅に制限のある鉄道輸送に際してティーガーIの車体がはみ出し、そのままでは輸送できなくなったのである。これに対処するため、最も外側に位置する転輪を外し、520mm幅の輸送用の履帯をつけて鉄道輸送を行った。履帯は乾式で、一本のピンにより連結される。片側96枚、約3トンを連結した。接地圧は1.05 kg/cm2である。履帯の交換には、熟練した乗員の場合で約25分を要した。
ティーガーIに見られるその他の新たな機構は、油圧式のプリセレクターギアボックスとセミオートマチックトランスミッションである。ティーガーIの駆動力は、後部のエンジンから床下のカルダンシャフトを通じて車体前部の主変速機へ送られ、減速されたのちにステアリング操作をつかさどる操向変速機へと分配される。この操向変速機での動力の分配の調節により戦車は方向を変え、またはカーブしたり、後退前進を切り替える。この操向変速機から出力される動力は、さらに最終減速機へ送られ、減速されたのちに起動輪へつたえられる。起動輪は履帯を駆動させる。ティーガーはその大重量から、より軽量の車両に使われるクラッチとブレーキではなく、イギリスのメリット－ブラウン式のシングルラジアス機構の改造版が使用された。ティーガーIの操向変速機は二つのラジアス（半径）を持つヘンシェル製L600Cが用いられた。これはそれぞれのギアで二通りの一定半径での旋回が可能であり、一速での最小旋回半径は4メートル、構造的に超信地旋回も可能であった。マイバッハ製の「OLVAR」OG40-12-16主変速機は前進8速だったので、操向変速機によるステアリングには16通りの旋回半径があり、もし旋回半径を小さくしたければブレーキが使われた。後進は4速が用意された。これらのギアは手動のレバーで段を選択するもので、レバーに連動して油圧回路が閉鎖または解放され、変速は油圧によって自動的に作動した。メインクラッチは湿式多板を使用した。ステアリング操作はレバーではなく、ハンドル（ステアリングホイール）でおこなわれ、パワーステアリング式のため操作にはほとんど力がいらなかった。走行用のブレーキ、また操向変速機用のブレーキにはディスク方式が用いられた。ティーガーIの操縦機構は操作しやすく、当時使用されていた戦車の中では先進的なものであったが、本戦車は全体としては機械的に欠点がないとは言い難かった。
また、ティーガーIは硬い地面の走破性は高かったが、レニングラード周辺では適している、とは言えなかった。

## 欠点

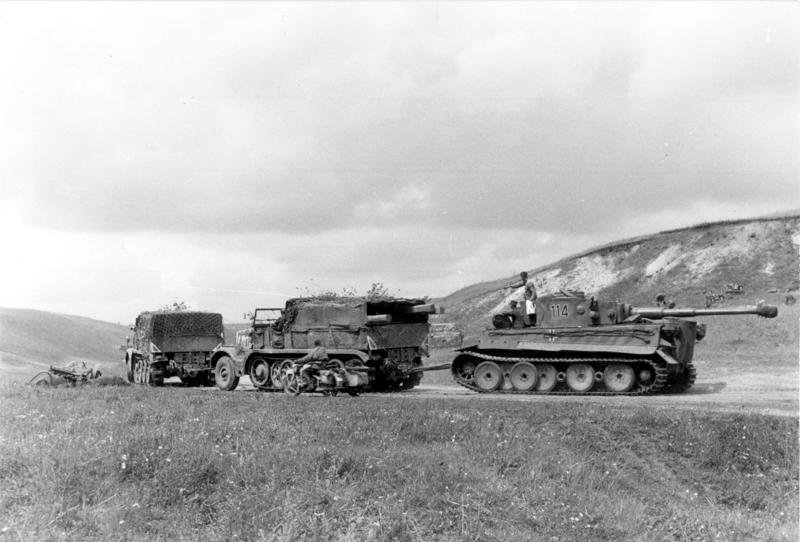
Sd Kfz 9で牽引中のティーガーI

ティーガーIの機械的信頼性は、その57トンの車重により大きく損なわれた。この過大な重量は、サスペンションに負荷をかけたが、これは複雑で修理が困難だった。複雑な変速器と操向装置は、実戦で大きな負荷をかけると壊れやすかった。そのため、移動は基本的に列車で行われた。もし、行軍の必要がある場合は、低速で行動しなければ、ブレーキやトランスミッションが著しく消耗し、肝心の戦闘ができなくなった。適切なオーバーホールや整備を受けない車輛は、簡単に故障を起こして使用不能となった。
また、巨大な重量を受ける履帯、転輪、起動輪、変速機は、消耗が大きかった。重量過大なことから履帯は破損しやすく、粗い運転や不適切な地形での走行で屈曲、切断などの故障を起こした。大重量を駆動させるエンジンも損耗が激しく、しばしば過熱や火災を起こした。後に、機関室には温度の上昇を検知して自動的に作動する自動消火装置が装備された。これらの故障、整備に対して要する労働と時間は乗員や整備大隊を大きく拘束した。
故障を起こして動けなくなったティーガーIの回収は厄介な（特に敵前において）作業であった。もし、ティーガーIが動けなくなったティーガーIを牽引すると、エンジンはしばしばオーバーヒートし、故障や発火の原因となった。そのため、ティーガーIが僚車を牽引することは禁じられた。また、駆動輪は低い位置にあるため、あまり高い障害物は乗り越えられなかった。操縦手が粗雑な運転をすれば、履帯はしばしば駆動輪から外れ、すぐに行動不能となる悪い傾向があった。履帯が外れて絡まった場合、2両のティーガーIが牽引のため必要になった。からまった履帯は緊縮がきつくて軸を抜いて外すことができなくなるため、履帯を爆破、またはトーチによって熔断して外さなければならないこともあった。ドイツ軍最大の重牽引車である18t半装軌式牽引車（制式番号：Sd Kfz 9, FAMO社）を用いても、1台ではティーガーIを牽引できず、しばしば3台をワイヤーで連結しなければならなかった。一線部隊では、このような回収車両の手配の労や切迫した戦闘状況などから、禁止命令にもかかわらずティーガーIで牽引を試みた場合もあった。平地においてさえ難渋するティーガーIの回収は、窪地や泥濘にはまった際などは数両の牽引車を必要とした。さらに、自身が大重量と強力なブレーキを持つ他の2両のティーガーIをカウンターウエイトとして連結しなければ、牽引車が転覆する恐れもあった。
ティーガーIは、第二次世界大戦に投入された戦車において、重装甲かつ強力な砲を持つ戦車の一つであり、連合国も「虎戦車」の性能を評価していた。その一方で、設計は保守的で、いくつかの重大な不利があった。車体とその装甲板は、避弾経始の概念が採用される前の設計のため、ソ連のT-34やパンターのような傾斜を取り入れないほぼ垂直の面構成で作られた。そこで充分な防御力を与えるために、厚くて重いものとなった。さらに、生産コストが非常に高かった。第二次世界大戦中に50,000両弱のアメリカのシャーマン戦車と、58,000両のソ連のT-34戦車が生産されたのに比べ、ティーガーIはわずか1,350両、ティーガーIIは480両（1945年1月までに417両）程度に過ぎない。ドイツ戦車の設計は複雑で、連合軍戦車に比べ生産コストの面でいずれも高くついたが、ティーガーIはパンターの約2倍、III号戦車の約3倍、III号突撃砲の約4倍も高価だった。ティーガーIの性能に匹敵する敵戦車は、アメリカのM26パーシングとソ連のIS-2スターリンであるが、これらは大戦中に、前者は約700両（うち実戦参加は僅か20両、最終的な生産数は約2,200両）、後者は3,600両（うち85mm砲搭載のIS-1が105両）が生産された。

## 生産
ティーガーIの生産は1942年8月に始まり 、1944年8月の生産終了までに1,355両が生産された。当初月産25両のペースは1944年4月には月産104両まで増加していた。保有台数は1944年7月1日に671両に達したのが最高だった。通常、ティーガーIの生産には他のドイツ戦車の2倍の時間がかかった。改良型のティーガーIIが1944年1月に生産開始されると、ティーガーIの生産は徐々にライン上から外された。

## 運用

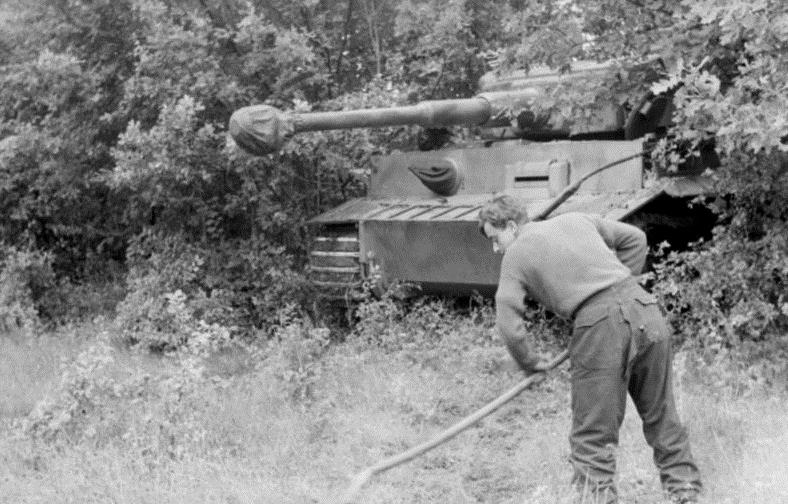
木陰に身を隠すティーガー、手前の乗員が履帯の跡を消している

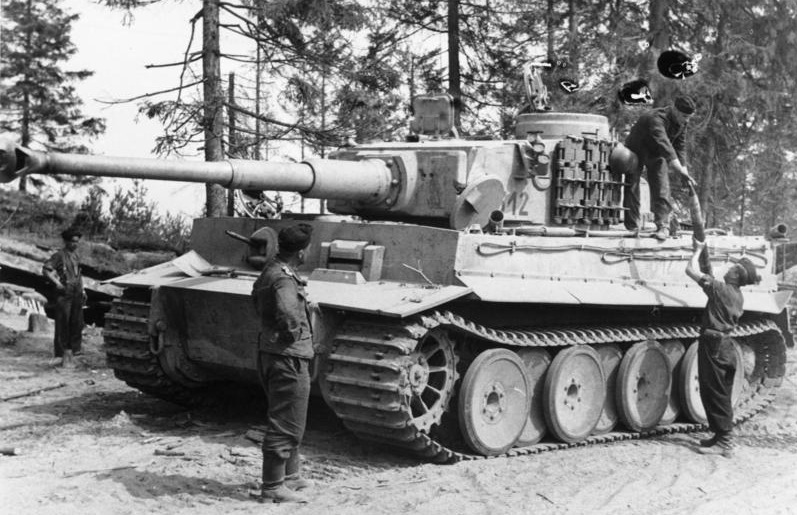
第502重戦車大隊のティーガー（1943年6月、東部戦線）

ティーガーIはもともと陣地突破のための攻撃用兵器として設計されたが、実戦投入されたときには軍事情勢は劇的に変化しており、主に敵戦車隊の突破を阻止する「火消し役」としての機動防御戦闘に多用された。
ティーガーIは、主要な敵戦車であるT-34、M4中戦車、チャーチル歩兵戦車を1,600メートル以上の遠方から撃破できた。対照的に、76.2mm砲を装備したT-34はティーガーIの前面装甲を0距離でも貫徹できなかった。側面装甲はBR-350P APCR弾を使用すればおよそ500メートル以内で貫けた。T-34-85中戦車の85mm砲はティーガーIの正面装甲を500メートルで射貫できた。IS-2の122mm砲は、ティーガーをあらゆる方向から1,000メートルで撃破することができた。
M4シャーマンの75mm砲はティーガーIの正面装甲を接射でも貫けず、側面装甲も300メートル以内でないと貫けなかった。アメリカ軍の76mm砲は、一般的なAPCBC弾を使用した場合、いかなる距離でもティーガーIの前面装甲を貫けなかったが、供給量の少なかったHVAP弾を使用すれば1,000メートルで前面装甲を貫けた。シャーマン ファイアフライに使用されるイギリス製17ポンド砲は、APDS弾を使用した場合、1,500メートル以上で前面装甲を貫けた。
ただし、熟練した搭乗員はティーガーIの装甲を増加させた。敵戦車に対して車体を斜に構えることにより、傾斜装甲と同じはたらきをつけたのである。正面装甲を敵に対して45度傾けた場合、敵弾が貫通しなくてはならない装甲は換算すると141mmになった。さらにこれに減衰効果が加わり、貫通は難しくなった。
通常、徹甲弾はその存速に貫徹能力を持つ。したがって戦闘距離が短くなればより厚い装甲を貫くことができる。ティーガーIの主砲の大きな貫通威力は、敵戦車を相手が反撃できない遠距離から撃破できることを意味する。ロシアなどの平地の多い開けた地形ではこれは大きな戦術的優位だった。敵戦車はティーガーIを撃破するために側面からの攻撃を強いられた。
しかし一方でオードナンス QF 17ポンド砲やZiS-2 57mm対戦車砲のような対戦車砲はティーガーの正面装甲を貫通するに十分な威力をもっており、よく準備された対戦車陣地を正面装甲に頼って突破することは不可能であった。
ティーガーIは1942年8月29日に初めてレニングラード近郊のムガにおける戦闘で使用された。ヒトラーの圧力で計画より数ヶ月も早く使用されたため、初期型の多くは機械的な問題を抱えたままであることが判明した。1942年9月23日の初陣で、投入されたティーガーIの4両は全てが湿地にはまり込み、ソ連のトーチカに据えられた対戦車砲により撃破された。うち3両は回収に成功したものの、1両は回収不能となった。これは爆破処分されたが鹵獲され、ソ連に同戦車を研究し、対抗手段を準備する機会を与えた。
北アフリカ戦線での最初の戦闘では、ティーガーIは開けた地形で連合国戦車を圧倒できた。しかし機械的欠陥により、同時に投入できたティーガーIの台数はごく少なかった。レニングラードでの経験をなぞるように、少なくとも1両のティーガーIはイギリス軍の6ポンド対戦車砲により撃破された。

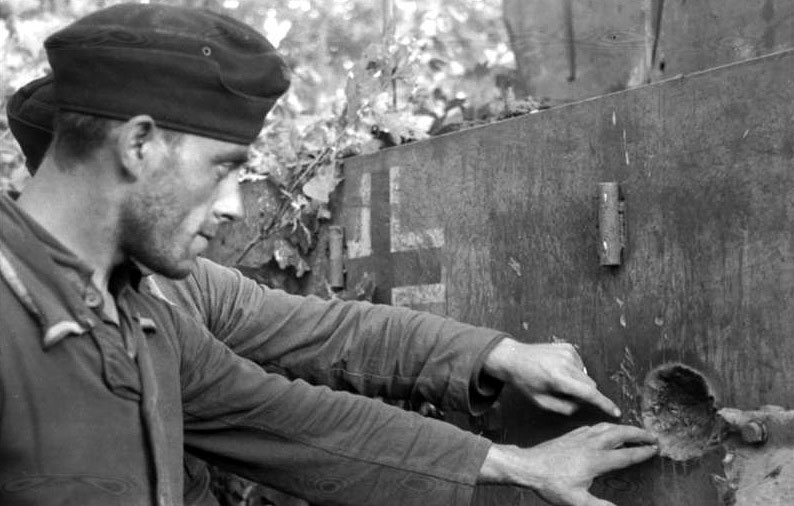
側面に着弾しながらも貫通しなかった砲弾痕

ティーガーIの過大な重量から渡れる橋は限られており、地下室のある建物跡を横切ることは危険だった。もう一つの弱点は、油圧旋回する砲塔の回転速度が遅いことだった。砲塔は手動で動かすこともできたが、照準の微調整に用いられる程度であった。
ティーガーIの最高路上速度は38km/h、好敵手のIS-2の37km/hと同程度で、共にほとんどの中戦車よりかなり低速だった。ただし操縦性はティーガーの方が容易で優れていることは、両軍の報告書で明らかになっている。ティーガーIの初期型の最高速度は45km/hほど出たが、1943年秋にエンジンが改造された際に38km/hに落とされた。ティーガーIはまた常に信頼性の不足に悩まされた。ティーガーIの部隊は故障により定数不足のまま戦闘に参加することが多く、部隊での路上行軍ではほとんど常に故障によって脱落する車両が出た。また燃費が悪く、航続距離も短かった。しかし、履帯幅の広さが幸いし、重戦車であるにもかかわらず、ソ連のT-34を例外として大半の戦車より面積当たりの接地圧が低かった。
防御戦闘では低機動力もあまり問題にならず、ティーガーIの装甲と火力は全ての敵にとって恐怖の的だった。遭遇確率の高いパンターの方がより大きな脅威だったが、ティーガーIの存在が連合軍兵士に与えた心理的影響は大きく、「タイガー恐怖症（タイガー・フォビア）」を引き起こした。ティーガーとの遭遇は極めて稀であった。連合軍兵士はティーガーIを見かけると立ち向かうよりも逃げ出したが、シュルツェンが装着されたIV号戦車のようにティーガーに似ているだけの戦車に対しても同様のことが起こった。ソ連のT-34もティーガーIを恐れた。それはまるで以前ドイツのIII号戦車がソ連の重戦車を恐れたのと同じであった。連合軍側で受け入れられた戦術は、一団となってティーガーに当たることであった。1両がティーガーの注意を引き付けている間に、他が側面や背面を狙う。ティーガーIに搭載されている弾薬や燃料は、スポンソンに格納されているため、側面を貫通すれば撃破できることが多かった。しかしこれはリスクのある戦術であり、連合軍側は複数の戦車を失うこともあった。ティーガーの部隊を撃滅するには実に巧妙な戦術が必要だった。

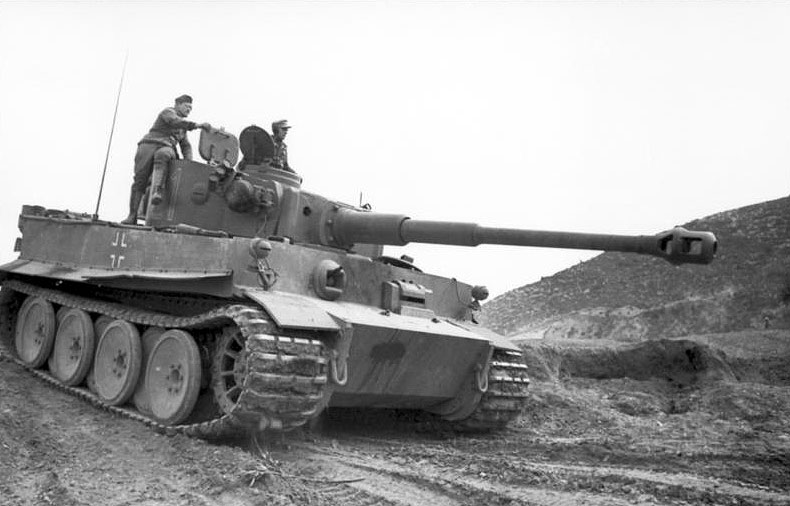
チュニジアに進出した第501重戦車大隊の極初期型

ティーガーIは軍直轄の独立重戦車大隊に配備されることが多かった。これら大隊は突破作戦でも、さらに反撃戦においても激戦地に投入された。陸軍の精鋭である大ドイツ師団や武装親衛隊の内でも番号の若い精鋭師団は、ティーガーIをある程度装備していた。
クルスクの戦いには、ティーガーIがある程度まとまって投入された。この戦闘において、ティーガーIは戦果を挙げた。1943年7月7日、SS第1戦車連隊第13中隊第2小隊のフランツ・シュタウデッガー軍曹が指揮する1両のティーガーIは、テテレーヴィノ付近でソ連軍のT-34約50両との遭遇戦闘において約22両を撃破した。シュタウデッガーは弾薬を使い果たし、敵の残車両は退却した。この戦果でシュタウデッガーは7月10日に騎士鉄十字章を受章した。
1944年8月8日、SS第102重戦車大隊第1中隊のヴィリー・フェイ曹長が指揮するティーガーIは、西部戦線でイギリス軍第11機甲師団と遭遇した。彼はシャーマン戦車14両、装甲車12両、対戦車砲1門を撃破し、弾薬が尽きた。フェイ曹長は別のティーガーIから主砲弾を調達し、同日中にもう1両を撃破して計15両のシャーマンを撃破した。同戦車大隊はノルマンディーの戦いで保有するティーガーI全車を失ったが、227両の連合軍戦車を6週間の内に撃破した。なお同戦車大隊最後の稼動ティーガーIは前述のフェイ曹長が指揮し、8月28日ルーアンで渡河に失敗しセーヌ川に沈んだ。
ミハエル・ヴィットマンは、ティーガーIの多くのエースの中でも最も有名な戦車長であった。独ソ戦開始時はIII号突撃砲を指揮していた。負傷を機会に士官教育を受けて戦車長となり、第三次ハリコフ攻防戦よりティーガーIを指揮した。ヴィットマンは東部戦線と西部戦線の双方で活躍した。特に戦車数両を含む20台以上の敵車両を破壊したヴィレル・ボカージュの戦いで、柏葉・剣付騎士鉄十字章を受章したが、1944年8月8日にティーガー戦車が撃破された際に戦死した。
10名以上の戦車長が100両以上の敵戦車を破壊した。ヨハネス・ベルターは139両以上、オットー・カリウスは150両以上、クルト・クニスペルは168両以上、ミハエル・ヴィットマンは138両以上、ヴァルター・シュロイフは161両以上、アルベルト・ケルシャーは100両以上を撃破した。

## 連合軍による鹵獲

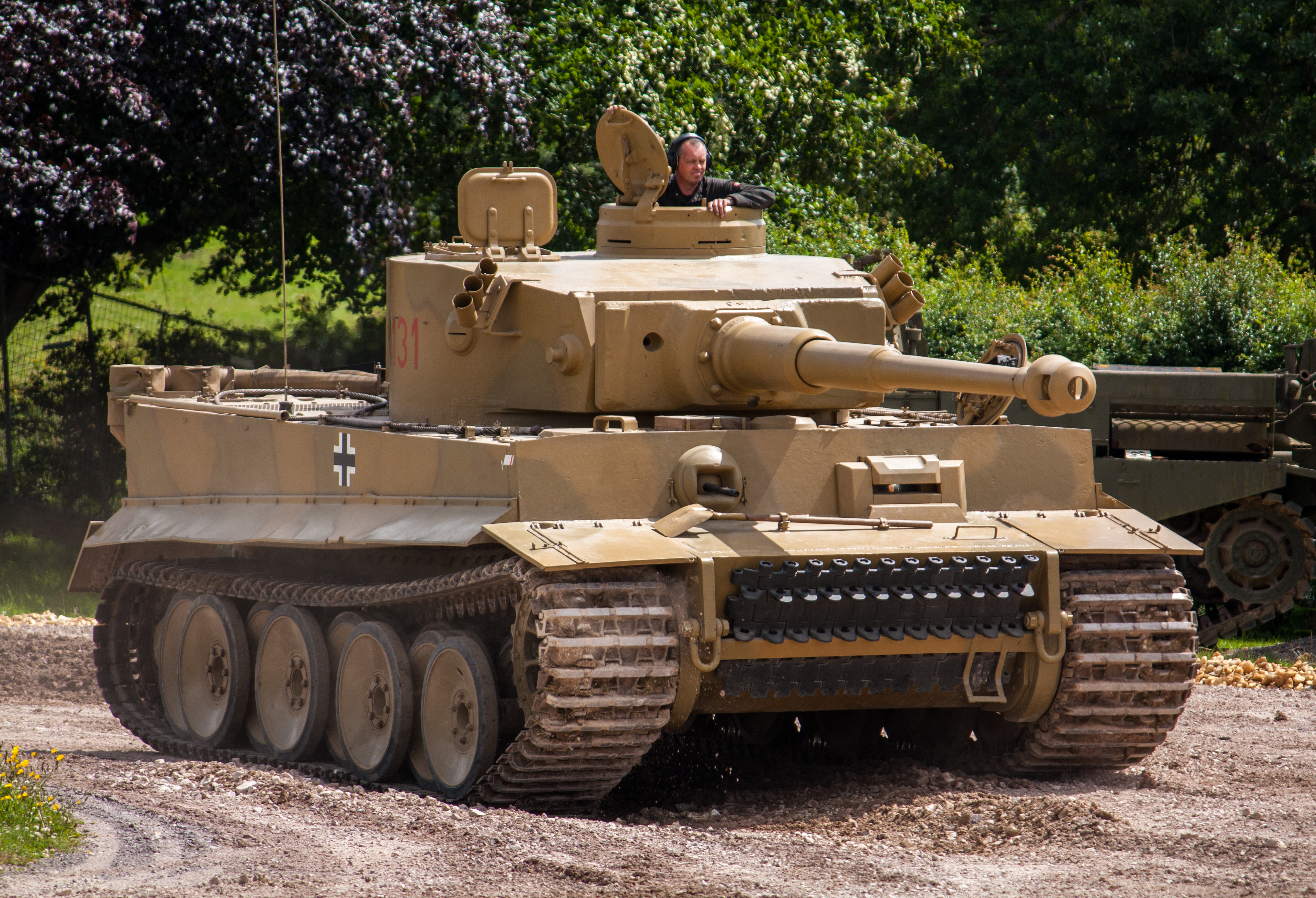
砲塔番号131番のティーガーI

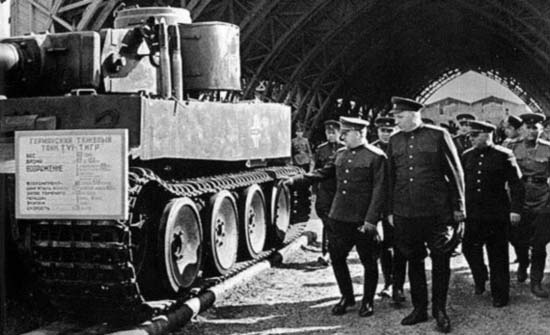
鹵獲したティーガーを視察するヴォロシーロフ、ジューコフら赤軍

1943年4月21日、第504重戦車大隊の砲塔番号131番のティーガーIが、チュニジアのジェベルジャッファの丘でのイギリス軍のチャーチル歩兵戦車との戦闘後に鹵獲された。その戦車は修理され、チュニジアでしばらく展示された後、イギリス本国に送られ徹底的に調査された。しかし米英など西側連合国はこのドイツ戦車がいかなる自軍戦車より優れていることが判明したにもかかわらず、ティーガーIを凌駕する高性能戦車の実戦投入は1945年まで遅れた。これは、一つにはティーガーIは大量生産がなされないだろうという正しい推測による。また、アメリカ陸軍の戦術教条では、戦車というものは戦車対戦車の戦闘には重点をおかず、対戦車戦闘はM10など駆逐戦車の担当となっていたことによる。一方イギリス陸軍はティーガーIの調査後、17ポンド砲を搭載したシャーマン ファイアフライやコメット巡航戦車を投入したが、後者は登場時期がライン渡河作戦以降であったため、ドイツ戦車と遭遇する機会はほとんどなかった。アメリカ軍の場合、ティーガーIと互角以上に戦えるM26パーシングが投入された時点で、すでにティーガーIの生産は中止されてティーガーIIが配備されはじめていた。同様に、イギリス軍のセンチュリオンもドイツ降伏までに戦場に到着できず、本格的な実戦参加は朝鮮戦争になった。
1951年9月25日、鹵獲されたティーガーIはイギリス軍需省によってボービントン戦車博物館へと正式に寄贈された。1990年6月、本車が完全に稼動できるように修復作業が始まった。2003年12月、ABRO（陸軍基地修理組織）による大規模な修復作業の末、完全に稼動可能なエンジンを装備した131号車は博物館に戻された。今日、ティーガーIはボービントン戦車博物館において稼働展示が行われることがあり、その走行の様子を見ることができる。

## ソ連軍の反応
ティーガーIは、より軽装甲のドイツ戦車に対して戦果を上げていたソ連の重戦車KV-1や中戦車T-34に対する対抗策として登場したとも言える。ティーガーIが東部戦線に初登場したのは1942年12月だった。翌年1月に鹵獲されたティーガーIはソ連に対抗策をとらせることとなった。ティーガーIが現れるまで、ソ連はもっぱら戦車の生産数量を重視し、質的な改良は量産を遅らせるため見送られてきた。
ソ連の対抗策はいくつかの形をとった。152mm砲を装備した自走砲の早急な開発が命じられた。SU-152自走砲は25日という記録的な早さで設計を完了し実地試験に入った。ソ連時代の記録では、同車を装備した一個連隊が定数不足のままクルスクに5月に送られ、クルスクの戦いで12両のティーガーIと7両のエレファント駆逐戦車を破壊したとされた。しかし、ソ連崩壊後判明したデータにより、事実とは異なっていたことが判明している。損害の数においても、この戦いで様々な理由で全損となったティーガーは10ないし11両であり、同連隊のSU-152はドイツ軍の戦車を1両も撃破しておらず、同連隊のSU-152中隊8両が1両のティーガーⅠと対峙したものの撃破できずにそのティーガーⅠによって一方的に撃破され、中隊は壊滅した。この戦いにおいて、他のSU-152は1両がⅣ号戦車により撃破され、1両がパンターによって損傷したのち撤退、1両が故障し放棄、後に回収された。
ソ連軍は、52-K_85mm高射砲を対戦車砲に転用することにした。T34中戦車の車体に85mm砲を搭載したSU-85駆逐戦車（公式分類は自走砲）が登場した。また85mm主砲をもつ新型砲塔をのせたT34/85が登場した。この砲塔をKV-1重戦車に乗せたKV-85も好評であった。そして新型重戦車開発計画により、1943年末に85mm砲装備のIS-85（後にIS-1）、1944年始めに122mm砲装備のIS-122（後にIS-2）が就役した。さらにこの車台を使用したISU-152とISU-122自走砲が完成した。終戦間際には、新たな牽引式対戦車砲となるBS-3 100mm野砲が供給された。
これらのソ連軍新型戦車、新型自走砲は、既存の車両や砲の発展型や改良型であったため、すぐに大量生産に入ることができた。すなわち、ソ連戦車の持つ最大の威力は、ドイツ重戦車と比較してのその圧倒的な生産量であった。ドイツ重戦車は、わずかに生産台数1,350両のティーガーIと、500両足らずのティーガーIIが生産されたに過ぎない。一方、58,000両のT-34、4,600両のKV-1、3,500両のIS-2が生産され、合わせて66,000両のソ連戦車が1,850両のティーガーI/ティーガーIIと対していた。約6,000両が生産されたパンターと各型合計約8,200両が生産されたIV号戦車を数に入れても、ドイツ戦車の総数は約15,000両にしかならないため（ただし、ここには戦車同様に利用された突撃砲や駆逐戦車が含まれていない）、米英戦車を計算に入れなくてもソ連戦車の総数がドイツ戦車の総数の4倍以上という数的優位にあった。

## 各生産型および派生型
生産時期によって細部に差異があり、以下の通りに分けられているが、これらは戦後に作られた便宜的な区分であり、型式は全て同じ「E型」（1943年3月命名）である。

### 試作車
試作一号車には車体前面に油圧可動式の増加装甲が装備されていたが、量産車では採用されなかった。

### 極初期型
1942年5月～1942年12月生産。
- 防弾ガラス付き視察用スリット、跳ね上げ式ハッチを備えた、背の高い円筒形キューポラ
- 操縦手用視察口の装甲バイザー上のペリスコープ用の2つの穴
- 主砲の照準器が複眼式
- 砲塔両側面の発煙弾発射器（～1943年6月）
- 砲塔両後ろ側面の大型ピストルポート
- 装填手用ハッチの後ろにベンチレーター（排煙用の換気扇）
- 砲塔後部の独特な形状のゲペックカステン（用具箱）
- 砲塔後部のIII号戦車用ゲペックカステン（第502重戦車大隊）
- 砲塔両側面のゲペックカステン（第502重戦車大隊100号車）
- 車体上面前方両側にボッシュ・ライトが2個
- 屈折した前部フェンダー
- 初期生産20両は左右対称の履帯。生産21号車以降は、右側の履帯を逆にして左側にも使用し、左右共用。
- 車体後部にファイフェル・フィルター（エアクリーナー）装備（1942年11月～1943年8月）
- 放熱スリットの付いた角張った形状の排気管カバー（アフリカの第501重戦車大隊の現地改修による特別仕様）
- 横から見て途中で取り付け角度の変わるサイドスカート（アフリカの第501重戦車大隊の現地改修による特別仕様）

### 初期型
1942年12月～1943年7月生産。
- 操縦手用視察口の装甲ヴァイザー上のペリスコープ用の2つの穴の廃止
- 砲塔右後ろ側面の大型ピストルポートの廃止と同位置に（撃ち殻薬莢を捨てるための）ハッチの新設
- 一枚板の前部フェンダー
- 曲面形状の排気管カバー

### 中期型
1943年7月～1944年2月生産。
- 砲塔防盾左側の照準孔部分の装甲の増厚（1942年12月～）
- 装填手用ハッチの前に前方監視用のペリスコープの追加（1943年1月～）
- ベンチレーターが砲塔中央に移動
- 砲塔両側面の発煙弾発射器の廃止（1943年6月～）
- 7個のペリスコープ、スライド式ハッチ、対空銃架を備えた、背の低い新型キューポラの採用（1943年7月～）
- 車体後部のファイフェル・フィルターの廃止（1943年8月～）
- 対戦車磁気吸着地雷を防ぐための、車体/砲塔の垂直面に施す、ツィンメリット・コーティングの標準仕様化[5]（1943年9月～）
- 車体右後部に主砲用のトラベリング・ロックの追加（1943年11月～）
- ボッシュ・ライトが1個になり、車体前部中央に移動（1943年12月～）
- 砲塔左後ろ側面の大型ピストルポートの廃止（1944年1月～）
- 第一転輪の外側1枚の撤去（東部戦線のみ。悪路の泥や雪から起動輪を守るため）

### 後期型
1944年2月～1944年3月生産。
- 鋼製転輪の採用
- 転輪配置の変更
- 転輪数の削減

後期型から鋼製転輪が採用された。ポルシェティーガーで経験済みのゴムリング板を2枚のプレス鋼板でサンドイッチした構造の大転輪である。それまでのゴム縁（ゴムリム）付き転輪と同等の緩衝効果があり、戦略物資であるゴムの節約もできる優れ物だったが、走行音は大きくなった。同時に転輪の配置も変更されており、トーションバー・サスペンション方式で、1本のトーションバーに複数の転輪を取り付けるという千鳥足配列（オーバーラップ転輪）は変わっていないが、これより前の型とは配列が異なる。それに伴い転輪の数も、それまで1本のバーに片側3枚ついていた転輪が2枚に減っており、サスペンションの負荷が減る、メンテナンスやトラブル時に外す転輪の数が減る、鉄道輸送用の520 mm幅の履帯（通常は725 mm）を装着する際に、外側の4枚の転輪を外す手間が省ける、コストダウン、生産性向上、といった利点があった。

### 最後期型
1944年3月～生産終了まで。
- 砲塔上面の装填手用ハッチの後ろ（かつてベンチレーターのあったところ）に対歩兵用の「近接防御兵器」を装備
- 主砲の照準器を単眼式に変更
- 主砲マズルブレーキをティーガーIIと同じ小型軽量の物に変更（部品の共用化）
- 装填手用ハッチをティーガーIIと同じ物に変更（部品の共用化）
- 砲塔上面にピルツ（エンジンを交換するための簡易2tクレーンを取り付ける基部）の追加

### 派生型
シュトルムティーガー
損傷を受けたティーガーIを改造して製作された、38cm臼砲を搭載した突撃砲。

ベルゲティーガー
ティーガーIをベースとした戦車回収車（ベルゲパンツァー）とされるもの。重戦車を牽引するために破損した砲身部分をウィンチに換装している。現地の野戦修理中隊が独自に改造した車両とされる。
第508重戦車大隊の所属とされる1輌の存在が確認されているのみで、また破壊された不完全な状態の写真しか残されていないため、その実体は未だ不明確であり、地雷除去作業車とする説も根強い。

ティーガーII
ティーガーIの後継車両として生産された発展型。更なる重装甲、重武装が施されているが、パンター戦車のような傾斜装甲を採用している。

## 現存車輌
| 写真 | 所在地                      | 所有者                         | 公開状況 | 状態       | 備考 |
| ---- | --------------------------- | ------------------------------ | -------- | ---------- | --- |
|      | イギリス ボービントン       | ボービントン戦車博物館         | 公開     | 動態保存   | 1943年1月製造の初期型。第504重戦車大隊所属車両で、1943年4月に北アフリカ戦線にてイギリス陸軍が鹵獲。1990年に大規模なレストアが行われ、現存するティーガーIのうち、唯一走行可能な状態で保管されている。 |
|      | フランス ソミュール         | ソミュール戦車博物館           | 公開     | 静態展示   | 1944年5月製造の後期型。屋内展示、保存状態は良好。履帯は鉄道輸送用を装備している。元SS第102重戦車大隊所属で、コヴィル付近にて機械故障のため放棄された。その後自由フランス軍第6胸甲騎兵連隊に鹵獲され、ドイツ国内への進撃に使われた。                                                                                     |
|      | フランス ヴィムティエ       |                                | 公開     | 静態展示   | 1944年5月製造の後期型。屋外展示、保存状態は悪い。元SS第102重戦車大隊所属とされる。1944年8月20日のファレーズ包囲戦で撤退の際、坂を登りきれなかったため、クルーによって放棄された。 |
|      | ロシア モスクワ             | クビンカ戦車博物館             | 公開     | 静態展示   | 1943年8月製造の中期型。屋内展示、保存状態は良好。無線機搭載のため砲塔の同軸機銃等を撤去した指揮型。2018年に新設されたパトリオット・パーク（愛国者公園）内の展示施設に移されている。 |
|      | ロシア イストリンスキー地区 | レニノ＝スネギリ軍事歴史博物館 | 公開     | 静態展示   | 後期型。屋外展示、保存状態は非常に悪い。射撃目標に使用されたため、至る所に弾痕があり、オリジナルの砲身も失われたためダミーが据え付けられている。 |
|      |                             |                                | 非公開   | レストア中 | 1942年11月製造の初期型。保存状態はやや悪い。元第501重戦車大隊所属で、チュニジアで鹵獲され、調査の後アメリカ陸軍兵器博物館に置かれたが、後に陸軍機甲騎兵博物館に移され野外展示されていた。車体左側と砲塔側面は試験のため切断されている。2021年現在、ジョージア州フォート・ベニングの陸軍基地にて修復作業が行われている。 |
|      | ドイツ ムンスター           | ムンスター戦車博物館           | 公開     | 静態展示   | ノルマンディーのスクラップヤードやラトビアから実物の部品を取り寄せつつ組み上げられた、オリジナルに極めて近いレプリカ。 |